# Eponidella
Eponidella es un género de foraminífero bentónico de la subfamilia Eponidellinae, de la familia Epistomariidae, de la superfamilia Asterigerinoidea, del suborden Rotaliina y del orden Rotaliida. Su especie tipo es Eponidella libertadensis. Su rango cronoestratigráfico abarca desde el Mioceno hasta la Actualidad.

## Clasificación
Eponidella incluye a las siguientes especies:
- Eponidella libertadensis
- Eponidella nigeriana
- Eponidella palmerae

Otra especie considerada en Eponidella es:
- Eponidella gardenislandensis, aceptado como Palmerinella gardenislandensis